# Робин Хоб
Маргарет Астрид Линдхолм (на английски: Margaret Astrid Lindholm) е американска писателка на произведения в жанра и приключенски роман. Пише под псевдонима Меган Линдхолм (на английски: Megan Lindholm), в периода 1983 – 1992 г. и под псевдонима Робин Хоб (на английски: Robin Hobb).

## Биография и творчество
Родена е на 5 март 1952 г. в Бъркли, Калифорния, САЩ.
Тя пише предимно фентъзи, но има публикувана и научна фантастика. Живее в Такоума.

## Награди

### Номинации
- 1989 г. – Номинация за награда Небюла за най-добра повест – A Touch of Lavender
- 1989 г. – Номинация за награда Небюла за най-добра кратка повест – Silver Lady and the Fortyish Man
- 1990 г. – Номинация за награда Хюго за най-добра повест – A Touch of Lavender
- 2002 г. – Номинация за награда Небюла за най-добър разказ – Cut

### Като Меган Линдхолм

#### Поредица „Певци на вятъра“ (Windsingers)
1. Harpy's Flight (1983)
2. The Windsingers (1984)
3. The Limbreth Gate (1984)
4. Luck of the Wheels (1989)

#### Поредица „Хората на северните елени“ (Reindeer People)
1. The Reindeer People (1988)
2. Wolf's Brother (1988)

#### Други книги
- Wizard of the Pigeons (1985)
- Cloven Hooves (1991)
- Alien Earth (1992)
- The Gypsy (1992) със Стивън Бруст

### Като Робин Хоб

#### Поредица „Придворният убиец“ (The Farseer)
1. Assassin's Apprentice (1995)
Тайните на занаята, изд. „Амбър“ (2001), прев. Юлиян Стойнов
2. Royal Assassin (1996)
Кралска поръчка, изд. „Амбър“ (2001), прев. Юлиян Стойнов
3. Assassin's Quest (1997)
Тронът, изд. „Амбър“ (2001), прев. Юлиян Стойнов

#### Поредица „Сага за живите кораби“ (Liveship Traders)
1. Ship of Magic (1998)
Вълшебният кораб, изд. MBG Books (2015), прев. Радин Григоров
2. The Mad Ship (1999)
Безумният кораб, изд. MBG Books (2015), прев. Радин Григоров
3. Ship of Destiny (2000)
Съдбовният кораб, изд. MBG Books (2017), прев. Катрин Якимова

#### Поредица „Шутът и убиецът“ (The Tawny Man)
1. Fool's Errand (2002)
Мисията на шута, изд.: ИК „Бард“, София (2008), прев. Валерий Русинов
2. The Golden Fool (2003)
Лорд Златен, изд.: ИК „Бард“, София (2009), прев. Венцислав Божилов
3. Fool's Fate (2003)
Съдбата на шута, изд.: ИК „Бард“, София (2009), прев. Венцислав Божилов

#### Поредица „Синът на войника“ (Soldier Son)
- Shaman's Crossing (2005)
- Forest Mage (2006)
- Renegade's Magic (2007)

#### Поредица „Хроники на Дъждовните  земи“[1](The Rain Wild Chronicles)
- Dragon Keeper (2009) Драконови пазители фен превод
- Dragon Haven (2010) Драконовият рай фен превод
- City of Dragons (2011) Драконовият град фен превод
- Blood of Dragons (2013)  Драконовата кръв фен превод

#### Поредица „Фиц и шута“ (The Fitz and the Fool)
- Fool's Assassin (2014)
Убиецът на Шута, изд.: ИК „Бард“, София (2016), прев. Валерий Русинов
- Fool's Quest (2015)
Гонитбата на Шута, изд.: ИК „Бард“, София (2016), прев. Валерий Русинов
- Assassin's Fate (2017)
Съдбата на убиеца, изд.: ИК „Бард“, София (2017), прев. Валерий Русинов

### Други
- Words like coins (2012) – малка новела Думи като монети фен превод
- The Wilful Princess and the Piebald Prince (2013) – малка новела  Капризната принцеса и петнистия принц фен превод
- Sylver Lady and the Fortyish man – малка новела
- The Inheritance – сборник. Единият от разказите на Хоб в този сборник е публикуван в сборника „Епично“ („Артлайн“, 2014)